# Kurt Schuschnigg
Kurt von Schuschnigg (ur. 14 grudnia 1897 w Reiff am Gartsee, zm. 18 listopada 1977 w Mutters) – austriacki polityk, kanclerz Austrii w latach 1934–1938.

## Życiorys
Urodził się w Reiff am Gartsee (ob. Riva del Garda). Był synem Artura, generała pochodzącego z rodziny Słoweńców karynckich (pisownia słoweńska nazwiska: Šušnik) i Anny Wopfner. Edukację odebrał w kolegium jezuickim Stella Matutina w Feldkirch. W czasie I wojny światowej walczył na froncie.
W gabinecie kanclerza Engelberta Dollfussa pełnił funkcje ministra sprawiedliwości i edukacji.
25 lipca 1934, po fiasku pierwszej próby nazistowskiego zamachu stanu i Anschlussu, w wyniku którego śmierć poniósł Dollfuss, Schuschnigg został mianowany przez prezydenta Wilhelma Miklasa nowym kanclerzem. Kontynuował politykę austrofaszyzmu, zainicjowaną przez swego poprzednika. Jak i on próbował chronić niepodległość Austrii, wiążąc się z Włochami rządzonymi przez Benito Mussoliniego.
W 1938 Adolf Hitler wymógł, podczas spotkania w jego siedzibie w Bawarii (umowa z Berchtesgaden), na kanclerzu Austrii, aby mianował ministrem spraw wewnętrznych nazistę, przyjęcie systemu ekonomicznego Niemiec i usunięcia z armii generałów opowiadających się za niepodległością Austrii, a następnie szantażem (interwencja zbrojna) zmusił do podania się do dymisji.
Po przyłączeniu Austrii do III Rzeszy były kanclerz był więziony wraz z innymi ważnymi jeńcami Hitlera (wśród nich był były prezydent Francji Albert Lebrun oraz byli francuscy premierzy Édouard Daladier, Paul Reynaud i Léon Blum). W kwietniu 1945 razem ze 140 prominentnymi więźniami, przeznaczonymi do egzekucji, znalazł się w Niederdorfie (obecnie Villabassa w prowincji Trydent-Górna Adyga we Włoszech) i tam został wyzwolony przez żołnierzy amerykańskiej 5 Armii.
Po wojnie były kanclerz wyemigrował do USA, gdzie w latach 1948–1967 był profesorem nauk politycznych na uniwersytecie w St. Louis. Następnie wrócił do ojczyzny, gdzie zmarł dziesięć lat później.
13 lipca 1935 uczestniczył w wypadku samochodowym, w wyniku którego zginęła jego żona, Herma, a ranny został ich syn Kurt (ur. 1926); przyczyną była awaria kierownicy.

## Odznaczenia
- Krzyż Wielki I Klasy z Orłem Orderu Zasługi (1936, Austria)[4]